# Parque Tumbes
Parque Tumbes es un parque urbano ubicado en el sector de Cerros de Talcahuano, en la comuna de Talcahuano, Región del Biobío, Chile.  Es administrado por la Municipalidad de Talcahuano y cuenta con extensas rutas de senderismo, áreas verdes y acceso cercano a las playas. En sus alrededores se encuentran instalaciones deportivas como la Cancha Chaparral.  El parque es un lugar de recreación y descanso para residentes y visitantes del sector costero de la comuna. La Municipalidad de Talcahuano tiene cómo objetivo, aumentar y conservar la masa boscosa. 

## Acerca del parque
El Parque Tumbes se ubica en la ciudad de Talcahuano. Fue ilustrado y creado por la Municipalidad de Talcahuano. Tiene la Cancha Chaparral y un polideportivo cercano.  Trae la Escuela Centinela II cercano. 